# Беговые виды лёгкой атлетики

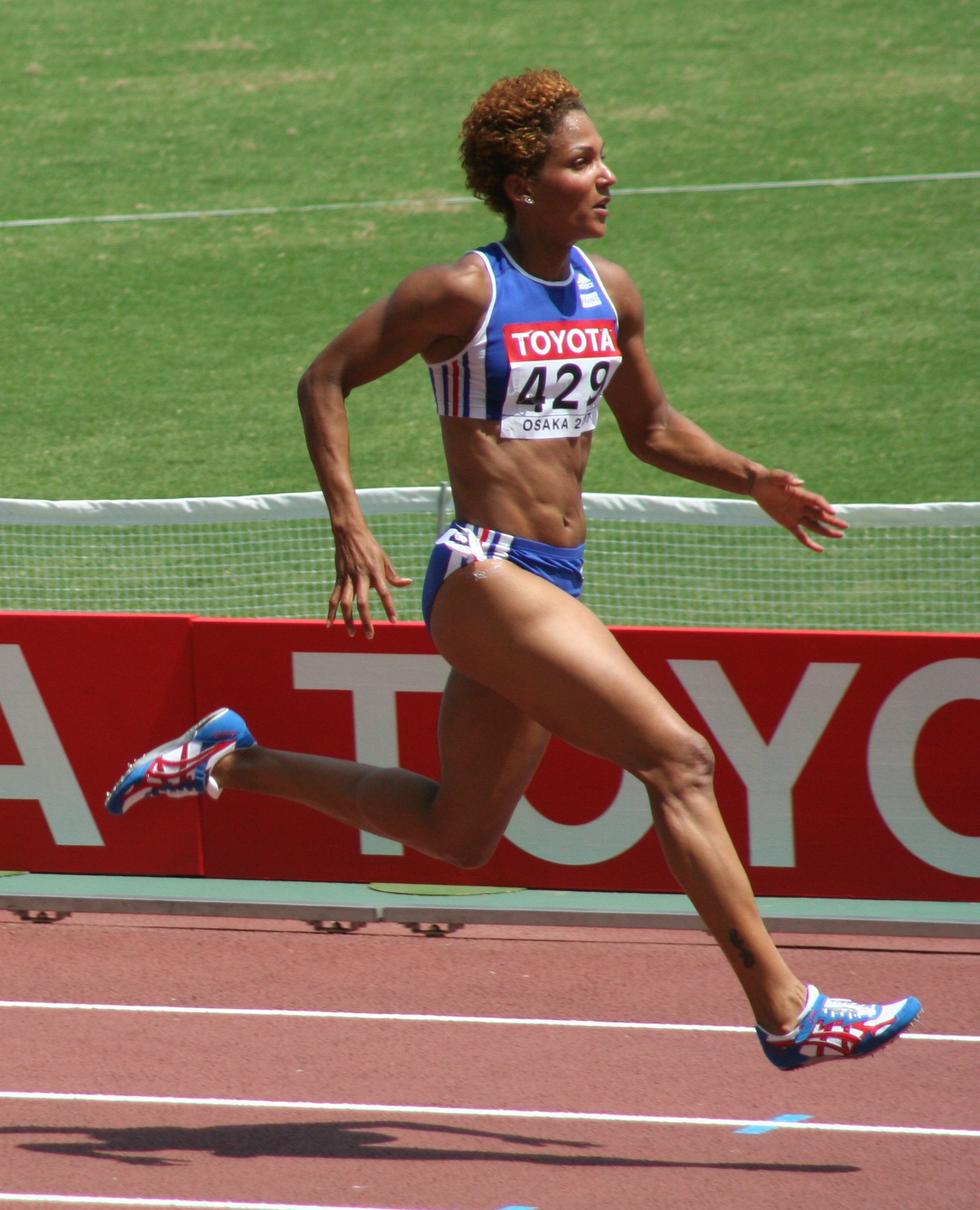
Кристин Арон на Чемпионате мира по лёгкой атлетике 2007

Беговые виды лёгкой атлетики — следующие стадионные дисциплины: спринт (30 м, 50 м, 60 м, 100 м, 200 м, 400 м), бег на средние дистанции (от 800 до 3000 м, в том числе бег на 3000 м с препятствиями), бег на длинные дистанции (классические дистанции 5000 м и 10 000 м), барьерный бег (110 м, 400 м) и эстафета (4×100 м, 4×200 м, 4×400 м, 4×800 м, 4×1500 м). Все они проходят на дорожках стадиона.
Соревнования по бегу известны с 776 года до нашей эры. Соревнования по бегу — это один из самых старых видов спорта, по которым были утверждённые правила соревнований, были включены в программу с самых первых Олимпийских игр современности 1896 года. Для бегунов важнейшими качествами являются: способность поддерживать высокую скорость на дистанции, выносливость (для средних и длинных), скоростная выносливость (для длинного спринта), реакция и тактическое мышление.

## Условия
Соревнования по бегу проводятся на специальных легкоатлетических стадионах с оборудованными дорожками. На летних стадионах — обычно 8—9 дорожек, на зимних — 4—6 дорожек. Ширина дорожки — 1,22 м, линии, разделяющей дорожки — 5 см. На дорожки наносится специальная разметка, указывающая старт и финиш всех дистанций, и коридоры для передачи эстафетной палочки.
Сами соревнования почти не требуют сколько-нибудь особенных условий. Определённое значение имеет покрытие, из которого изготовлена беговая дорожка. Исторически сначала дорожки были земляными, гаревыми, асфальтовыми. В настоящее время дорожки на стадионах изготовлены из синтетических материалов — таких, как тартан, рекортан, регупол и других. Для крупных международных стартов технический комитет сертифицирует качество покрытия по нескольким классам.
В качестве обуви спортсмены используют специальные беговые туфли («шиповки»), обеспечивающие хорошее сцепление с покрытием.
Соревнования по бегу проводятся практически в любую погоду. В жаркую погоду в беге на длинные дистанции могут также организовываться пункты питания.

## Правила

### Общие
На старте спортсмены занимают свои позиции согласно жребию или местам, занятым на предыдущих этапах соревнований. При команде «на старт» (on your marks) занимают места у стартовой линии или в колодках (спринт). При команде «внимание» (set) готовятся к старту и должны прекратить всякое движение (команда применяется только в спринте). Команду «марш» (start) даёт стартер выстрелом стартового пистолета, с которым на больших соревнованиях соединён электронный таймер.
В ходе бега спортсмены не должны мешать друг другу, хотя при беге особенно на длинные и средние дистанции возможны контакты бегунов. На дистанциях от 100 м до 400 м спортсмены бегут каждый по своей дорожке. На дистанциях от 600 м до 800 м начинают на разных дорожках и через 200 м выходят на общую дорожку. 1000 м и более начинают старт общей группой у линии, обозначающей старт.
Выигрывает тот спортсмен, который первым пересекает линию финиша. При этом в случае спорных ситуаций привлекается фотофиниш, и первым считается тот легкоатлет, часть туловища которого первой пересекла линию финиша.

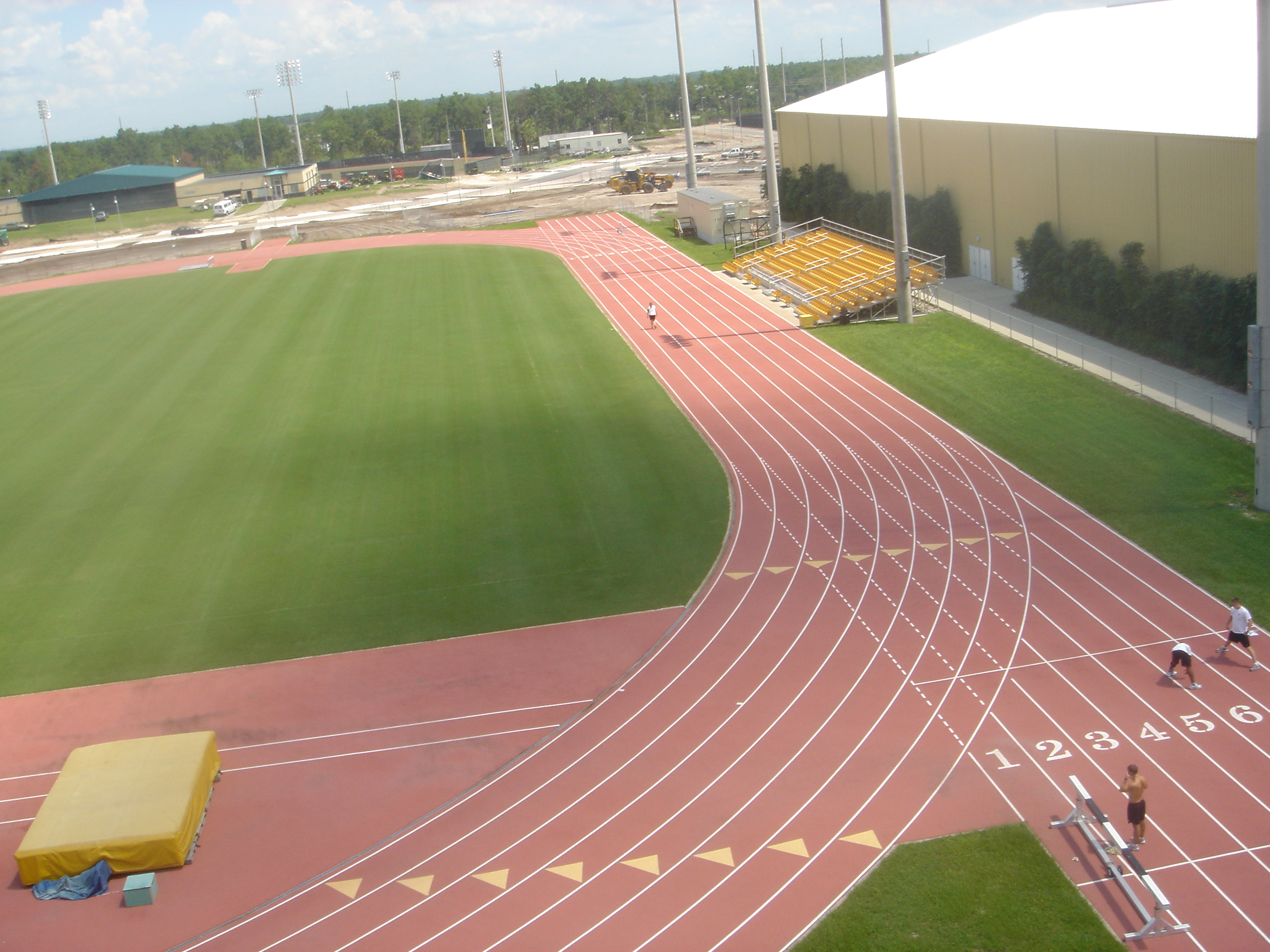
Легкоатлетический стадион

### Регламент
На крупных соревнованиях при большом количестве участников старты проводятся в несколько кругов, отсеивающих проигравших (либо по занятому месту либо по худшему времени). Так на летних чемпионатах мира и Европы и Олимпийских играх принята следующая практика (количество кругов может меняться в зависимости от числа участников).
- 100 м и 800 м проводятся в 1—4 круга (забег-четвертьфинал-полуфинал-финал)
- от 1500 м до 5000 м в 1—3 круга (забег-полуфинал-финал)
- 10 000 м — в 1—2 круга (забег-финал)

При этом в финальных забегах участвуют
- 100 м до 800 м, эстафеты — 8 спортсменов/8 команд[4]
- от 1500 м до 10 000 м — 12 спортсменов и более

### Изменения правил
С 2008 года IAAF начала постепенное внедрение новых правил, с целью повышения зрелищности и динамизма соревнований. В беге на средние, длинные дистанции и стипль-чезе снимать трёх худших по времени спортсменов. В гладком беге на 3000 м и стипль-чезе последовательно за 5, 4 и 3 круга до финиша. В беге на 5000 метров также троих за 7. В 2009 году данные правила были опробованы на командном кубке Европы. Дальнейшее их внедрение — пока предмет обсуждения.

## Результаты
Начиная с чемпионата Европы 1966 года и Олимпийских игр 1968 года для регистрации результатов в беге на крупных соревнованиях используется электронный хронометраж, оценивающий результаты с точностью до сотой доли секунды. Но и в современной лёгкой атлетике электроника дублируется судьями с ручным секундомером. Рекорды мира и рекорды более низкого уровня фиксируются в соответствии с правилами IAAF.
Результаты в беговых дисциплинах на стадионе измеряются с точностью до 1/100 секунды, в шоссейном беге — с точностью до 1/10 секунды.

## Дисциплины

### Спринт
Зимние стадионы — от 60 метров до 300 метров. Летние стадионы — от 100 метров до 400 метров.

### Средние дистанции
Зимние — от 400 м до 3000 м, летние — от 600 м до 3000 м и 2000 м и 3000 м с препятствиями.

### Длинные дистанции
Зимние — 5000 м. Летние — от 5000 м до 30 000 м.

### Бег с барьерами
Зимние — 50 м, 60 м. Летние — 100 м, 110 м, 400 м.

### Эстафетный бег
Зимние — 4×400 м. Летние — 4×100 м, 4×400 м, 4×800 м, 4×1500 м, шведская эстафета (800+600+400+200).

## Бег по дорожке стадиона в других дисциплинах
Бег по дорожке стадиона входит в соревнования по семиборью и десятиборью. Бег по пересечённой местности или по дорожке стадиона на дистанции 3000 метров завершает соревнования по современному пятиборью.

### Пробеги (бег по шоссе)
Пробеги (бег по шоссе) — это отдельная дисциплина лёгкой атлетики, не относится к беговым видам в узком смысле слова. Это такие дистанции, как: 10 км, 15 км, 20 км, полумарафон, 25 км, 30 км, марафон, эстафетные пробеги на марафонской дистанции (экиден), 100 км, суточный бег и другие дистанции.